# Saint-Pierre-de-Lamps
Saint-Pierre-de-Lamps – miejscowość i dawna gmina we Francji, w Regionie Centralnym, w departamencie Indre. W 2013 roku populacja gminy wynosiła 51 mieszkańców. 
Dnia 1 stycznia 2019 roku do gminy Levroux włączono Saint-Pierre-de-Lamps. Siedzibą gminy została miejscowość Levroux. 